# Xert
Xert település Spanyolországban, Castellón tartományban. Xert Canet lo Roig, Catí, La Jana, Morella, La Salzadella, Sant Mateu, Tírig és Vallibona községekkel határos. Lakosainak száma 686 fő (2024).

## Népesség
A település népessége az elmúlt években az alábbi módon változott:
| Lakosok száma | 888  | 896  | 912  | 906  | 889  | 819  | 754  | 701  | 686  | 686  |
|               | 2001 | 2004 | 2006 | 2009 | 2011 | 2014 | 2016 | 2019 | 2021 | 2024 |